# 缅甸联邦第一特区
缅甸联邦第一特区（ပြည်ထောင်စုမြန်မာနိုင်ငံအထူးဒေသ(၁)）原名缅甸掸邦第一特区（မြန်မာနိုင်ငံ ရှမ်းပြည်နယ်အထူးဒေသ (၁)），通稱第一特區、一特或果敢，是緬甸撣邦境內一個事實上獨立的地方割據政權，行政首府位於果敢的老街市，下轄1市4县。
1989年3月11日，彭家聲率領部眾從緬甸共產黨武裝中分裂出來，成立缅甸民族民主同盟军:479-480，佔據果敢、貴概及勐古一帶，與緬甸政府停戰，獲緬甸政府承認自治地位:283。1990年1月3日，缅甸掸邦第一特区成立，彭家聲任主席，享有高度自治權:21。2009年八八事变之後，彭家聲被白所成等人驅逐出老街。2011年，緬甸於在果敢地區成立果敢自治區。但這個其合法性不被同盟軍承認，同盟軍依舊沿用“缅甸掸邦第一特区”的行政區名字。2023年10月27日，同盟軍聯合若開軍、德昂民族解放軍發起1027行動。在2024年1月4日重新奪回了整個果敢的控制權。同年4月，同盟軍將缅甸掸邦第一特区更名為“缅甸联邦第一特区”。在之後的軍事行動中，同盟軍奪取了果敢地區之外的貴概、木邦、勐古等地，將其納入缅甸联邦第一特区的統治之下，同时在占领腊戍后将城区部分归还至军政府。

## 歷史
果敢在明、清兩朝屬於鎮康州之地，楊國華在1840年被清廷冊封領有果敢县，成為果敢土司，領原鎮康州西部的上中下六戶地。1897年因《中英續議滇緬條約附款》的簽訂而劃歸英國。二戰之後殖民地獨立，果敢坐把簽署彬龍協議而成為緬甸聯邦下的一個邦。民國文人視果敢為清末少人知悉的滇西失地。
1959年果敢末代土司楊振材將權力交予地方議會，自此果敢土司的統治終結。1963年楊振材遭到緬甸奈溫政府逮捕，土司家族成員楊振聲隨即建立了軍隊與政府相抗。雖然很快就被鎮壓，但之後又引發了果敢各方勢力內戰。1968年以後，果敢被緬甸共產黨武裝控制。1989年，彭家聲率領部眾從緬甸共產黨分裂出來，與緬甸政府停戰。3月11日成立缅甸民族民主同盟军，佔據果敢及其附近地區，成立缅甸掸邦第一特区。特區保有有限的軍力，獨立的內政、軍事、財政等權力。緬甸政府派駐少量的公共服務人員至果敢。1992年，楊茂良兄弟政變，驅逐了彭家聲，其統治獲得聯邦政府承認。1995年彭家聲武力奪回權力。2003年全面停種罌粟。
2009年八八事变之后，彭家聲領導的緬甸民族民主同盟軍被緬甸政府軍驅逐出老街。2011年3月30日，緬甸在果敢地區成立果敢自治区，但不被同盟軍承認，同盟軍仍稱果敢為「第一特區」。2023年10月27日，同盟軍聯合若開軍、德昂民族解放軍發起1027行動，逐漸收復果敢各地。2024年1月4日，自治區代主席吞吞敏率領殘軍向同盟軍繳械投降，缅甸民族民主同盟军正式恢复其对果敢的实际控制权并重新迁回政权。

## 区划沿革

### 掸邦第一特区时期
1989年，缅甸掸邦第一特区成立，下辖果敢县和萨尔温江以西的勐古县，共2县。同时，特区政府认为缅甸中央政府控制的滚弄镇区萨尔温江以东地区属于果敢旧地，将之视作第一特区领土的一部分，称为滚弄地区或滚弄江东地区。
1992年11月，杨茂良率部进攻特区主席彭家声的部队。果敢陷入内乱。1993年1月，彭家声率部出走，杨茂良主政掸邦第一特区。
1993年3月，特区将清水河口岸和附近3个乡从果敢县划出，设立清水河特区，由特区直辖。
1995年8月，孟萨拉率部脱离掸邦第一特区自立，自此勐古县不再由特区控制。11月，杨茂良镇压孟萨拉未果，彭家声率部反攻回果敢，重新主政掸邦第一特区。12月，不愿留在勐古地区的同盟军返回果敢，自此掸邦第一特区下辖1县1特区。
1996年，特区将首府老街从果敢县划出，设立老街市。
2008年9月，清水河特区并入果敢县，改设为清水河区。
第一特区行政区划下辖老街市、果敢县。其中，果敢縣下轄5区，更細分為18个乡、3个保；老街市下轄3个保、5个直属开发区：
- 老街市（လောက်ကိုင်မြို့）
- 果敢縣（ကိုးကန့်ခရိုင်）
  - 清水河区（ချင်းရွှေဟော်ဒေသ）
  - 东山区（တုန်းရှမ်းဒေသ）
  - 西山区（ရှီးရှမ်း‌ဒေသ）
  - 兴旺区（ရှင်းဝမ်ဒေသ）
  - 红星区（ဟုန်ရှင်းဒေသ）
  - 滚弄区（ကွမ်းလုံဒေသ）

上述滚弄区在2023年11月以前仅为声索，同盟军未能实际控制。

### 果敢自治区时期
2009年8月，果敢发生八八事件，彭家声率部出走。缅甸国防部宣布在果敢设立“掸邦第一特区临时行政管理委员会”，取缔原有的“掸邦第一特区行政管理委员会”（特区人民政府）。临管会取消了老街市建制，将市区3个保和5个开发区整合为3个社区，恢复清水河特区，但将3个乡中的2个划归滚弄镇区，由缅甸中央政府管辖。
2011年3月30日，果敢自治区成立，政府机构是“果敢自治区领导委员会”果敢地区的行政区划按照缅甸官方行政区划结构调整为2镇区2分镇区。自治区官方将镇区译作“区”，分镇区译作“镇”。其中清水河區更名為清水河镇，興旺區与西山区小街乡合并為拱掌區，紅星區更名為慕泰镇，老街市、東山區、西山區（除小街乡）合併為老街區，缅甸官方实际控制的滾弄區被称作滾弄地區，在缅甸官方行政区划中属于滚弄镇区，归邻近的腊戍县管辖。
果敢自治区的区划调整不被同盟軍承認，同盟軍依舊依照原行政區劃進行劃分，現已實際上恢復使用原行政區劃。

### 掸邦第一特区恢复时期
2015年2月，此前随彭家声出走的缅甸民族民主同盟军发起反攻，最终占领果敢东北边陲的红岩乡，以此为根据地，逐渐在果敢和周边地区活跃，与缅军展开游击战。
约2017年，同盟军在勐古活动区域恢复勐古县建制。
2020年3月，同盟军在木邦区域开辟新根据地，设立木邦县建制。
约2022年，同盟军在贵概一带设立贵概县建制。
自1027行動開始，同盟軍除了恢復對果敢地區全境的統治之外，還陸續攻佔了緬甸國防軍控制下原屬於第一特區的勐古縣全境及包括大勐宜在內的貴概縣、木邦縣部分地區。

## 行政区划
第一特區行政区划结构为：市/县、区、乡/镇、村四级行政区划结构。
現第一特區行政區劃如下：
| 县市   | 区                                                     |
| ------ | ------------------------------------------------------ |
| 老街市 | 老街区、东城区、金象城区                               |
| 果敢县 | 清水河区、东山区、西山区、兴旺区、红星区、滚弄区       |
| 勐古县 | 勐古区、勐博区、勐洪区、勐举区、南壮区                 |
| 贵概县 | 贵概区、大勐宜区、南帕嘎区、木姐区、南坎区             |
| 木邦县 | 木邦区、甘亩区、曼杩区、孟坝区、孟尧区、莱莫区、联合区 |

## 地理與人口

### 疆域
1989年彭家聲脫離緬甸共產黨之際，一同脫離緬共的軍區包含果敢、貴概及勐古，均屬於第一特區管理。1990年代特區內部紛爭，薩爾溫江以西脫離第一特區，特區僅領有薩爾溫江東岸的果敢。
果敢面積2,060平方公里，四面以高山或河流為界，境內遍佈高山深壑，全境海拔在450至2,400米之間，山與山之間的壩子海拔約1,100米，海拔最高为北部慕泰大亮山2552米，海拔最低为滚弄河谷450米。主要精華區位中部的麻栗壩山間盆地。疆域西抵薩爾溫江，南以南定河與佤邦（缅甸第二特區）南邓特区相對，東與中國雲南省鎮康縣為鄰，少部份與耿馬傣族佤族自治縣接壤，北面是龍陵縣、芒市。

### 民族、人口
果敢是一個以果敢族為主的地區，也居住有其他民族，共有汉族（果敢族）、撣族、崩龍族、苗族、佤族、傈僳族、克欽族共7個民族，通用果敢語（漢語西南官話云南方言）。在常住人口中，漢人佔87%。大多數的果敢人是明代移民的後代。在掸語中，“果”是九的意思，而“敢”是人家的意思，合起来就是九户人家的意思。果敢人自己的解释却是：“果”等于果断，“敢”等于勇敢。
截至2009年，果敢常住人口14萬人，暫住人口3萬人，果敢族多集中在老街，緬族移民則基本為緬甸政府派駐的職員。
據果敢政府統計，截止2011年，果敢的民族民族構成為果敢族 86.57%、德昂族 7.27%、傈僳族 2.53%、苗族 1.45%、傣族 1.42%。

## 經濟
果敢在經濟上屬相對落後的地區，自英國殖民於緬甸以來，以種植罌粟為主，以出產優質大煙聞名於世。在20世紀初土司治理的時期，曾有一段繁榮的歷史，罌粟曾是果敢唯一的經濟來源。
由於長年戰亂，原有的經濟建設、政治體制、社會基礎皆遭受極大的破壞，使基礎建設被破壞以後未獲重建且停滯不前，直到緬共與緬甸軍政府停戰以後才穩定發展。但2003年果敢停止生產罌粟，切斷了當地的經濟來源，且替代種植的情況並不理想，經濟遭受嚴重衝擊。另一方面，果敢的產業朝向博彩業發展，主要對中國招攬遊客，有「小澳門」之稱，但近年財政收入因中國政府對境外賭博旅遊有所限制而隨之銳減。
由於果敢在緬共執政時期與緬甸軍政府對立，果敢的經濟嚴重依賴雲南，積極從中國引進資金、技術及人才。電力方面由中国南方电网通過35千伏南果東線提供。通信方面中國電信和中國移動在附近建有基站，使用中國臨滄地區區號0883，網際網路也經由中國對外聯繫。另外，中國電信及中國移動的手機用戶漫游至果敢地區時沒有國際漫遊費，無需申請國際漫遊功能。
果敢自治區時期，電信詐騙猖獗。第一特區恢復後，特區政府對電信詐騙進行禁止。

## 文化及教育
果敢的主要人口為明代漢族移民的後裔，數百年來傳承著汉文化與當地的少數民族相互融合。今日的果敢文化與臨近的雲南省鎮康縣相似。主要人口信仰道教和佛教，接受傳統的儒家思想。此外還有緬甸少數民族特有的風俗，主要的宗教活动场所為老街的果敢大廟。
果敢现有千户以上李、杨、王、罗四大姓及千户以下500户以上张、鲁、周三大姓，全部在册286个姓氏。

### 教育
果敢的文教尚在發展階段，基礎教育於停戰後重建，有中小學校十餘所，學校以果敢語（漢語西南官話）混合緬語授課，每週有三至四小時的緬文課程，由緬甸政府派遣的緬文教師教授。境內沒有高等教育，極少數人曾到緬甸內地和中國大陸留學，許多產業的技術人才一般從中國招募。
果敢共有206所学校，其中，中小学校4所，幼儿园2所。在校生共21090人，其中初中生283人，小学生19946人，学前幼儿861人。缅果双语学校112所，缅语在校生13072人。果敢語（中文）教师426人，缅语教师254人（2013年8月份新缅语老师报到前统计）。

### 傳媒
果敢有數家本地媒體。缅甸联邦第一特区的官方传媒有果敢民族之声、果敢资讯网等。原果敢自治區官方的傳媒有果敢電視台（KKTV）、《果敢大众報》和《果敢季刊》，現均已停播停刊。

### 傳統節日
春節、元宵節、清明、端午節、火把節、七夕、七月半、中秋節、重陽節、潑水節。

## 交通運輸
果敢地勢崎嶇，馬和騾適應山區道路，為果敢主要的運輸工具。穿越群山、聯絡各地的公路品質欠佳，若天候不好則不能行車。大眾運輸不發達，首府老街為果敢最重要的交通節點，市區有計程車和客運站。
第一特區發出的車牌曾依從中國車牌的格式，採用以「果」字開首的車牌。2009年八八事件發生以後，果敢地區改為与缅甸格式一致的「KK」字頭車牌，果敢自治區時期沿用「KK」字頭的車牌。
1027行动后，第一特区政府改用“SR-1”字头的车牌。「KK」字頭的車牌於2025年1月1日起全面廢止。

## 政治與軍事

### 政治

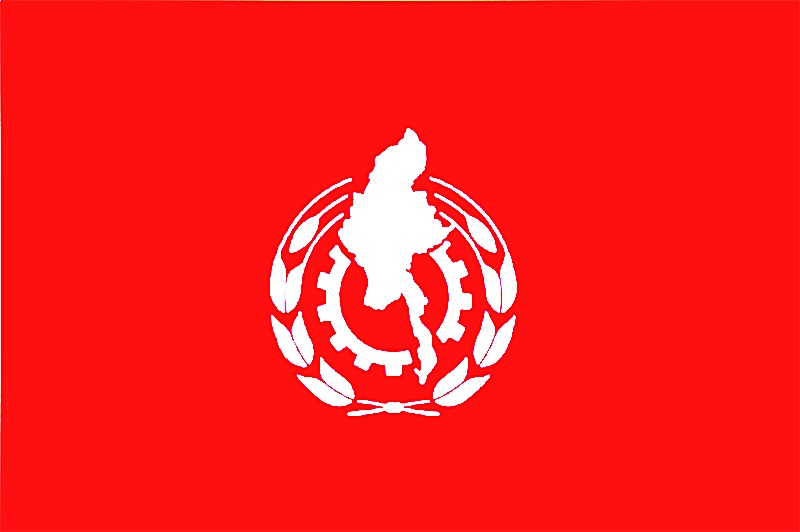
缅甸民族正义党党旗

第一特區的政治結構模仿中國，彭德仁同時兼任緬甸民族正義黨總書記、第一特區人民政府主席和緬甸民族民主同盟軍總司令之職，掌握黨、政、軍大權。同佤邦相似，第一特區移植「中國模式」並積極引入中國共產黨的意識形態。據報導，彭德仁曾主持正義黨高層官員學習《習近平文選》。

### 第一特區歷任主席
- 彭家聲：1989年3月12日–1993年2月27日
- 楊茂良（行政專員）：1993年2月27日–1995年12月20日
- 彭家聲：1995年12月20日–2009年8月24日
- 白所成（臨時管理委員會主席）：2009年8月24日–2010年8月20日（不被同盟軍承認）
- 彭家聲（流亡政府）：2009年8月24日–2018年以前
- 彭德仁（流亡政府）：2018年以前[19][20]–2024年1月5日
- 彭德仁：2024年1月5日–

### 军事力量

缅甸民族民主同盟军军旗

緬甸民族民主同盟軍，又稱果敢同盟军，在八八事件前是果敢正规军事力量，八八事件后从城市转战山区与缅甸政府军及其支持武装打游击战，自1027行动至今以来已完全驱逐缅军并在重新接管果敢全境后全面恢复2009年前缅甸掸邦第一特区的建制。

### 主要事件
在2009年之前，果敢的軍事力量由緬甸民族民主同盟軍以及緬甸中央政府派駐於滾弄的軍隊所構成。同盟軍由彭家聲所領導，負責特區的治安以及面對中國邊境的國防，而中央政府的軍隊則駐守在果敢南部重要的據點滾弄，負責特區對撣邦其他方面的軍事控制，不負責特區內部事務。特區政府掌握的邊防警力規模由緬甸中央政府規定，但武裝配備由特區政府負責，特區政府擁有較高的自主權。
2009年8月軍事衝突之後，聯邦政府驅逐了彭家聲。果敢自治區政府的机关部门新增加了缅族成员，缅当局宣布“緬甸民族民主同盟軍改編成邊防部隊”。然而，事实上被改编的仅为同盟军的少数人员。缅甸民族民主同盟军在战局不利下暂时撤离果敢，但仍試圖重新占领果敢。
2015年2月9日果敢发生军事冲突，彭家聲率領重整後的同盟軍反攻果敢，自治區的難民湧向南傘以及臘戍。2月10日，彭家聲發表公開求救信，呼籲中國人民和全球華人關注果敢華人命運，並強調是緬甸軍政府在果敢實施暴力鎮壓才被迫抵抗。中國邊防軍已在安置難民。3月13日邊境轟炸作業的缅甸军机將炸弹落入中國境内，造成云南省临沧市耿马县孟定镇大水桑树村平民5死8伤但之後戰火逐步平息。
2021年，新冠疫情迈入第二年，当地爆发军事政变，戰火開始蠢動。2023年10月27日，戰亂轉烈缅北腊戌、贵慨等多地的缅军据点遭同盟軍武装袭击并爆发交火，战事激烈有陣地和基地失守。此次袭击由缅甸民族民主同盟军主导。此前10月初佤邦建設部部長，佤邦聯合黨中央政治局委員鮑岩板以及親信勐能縣縣長何春田突然被中華人民共和國以經營电信诈骗基地罪名發布通緝，等於首次向中國民眾揭露了緬北詐騙產業與佤邦政治高層有關，東南亞部分媒體分析認為當地長期各方利益勢力混雜，但此輪戰火與中國決心清除緬北詐騙有潛在的內部邏輯關聯。在戰火開啟後緬甸軍方開始大量緝捕詐騙園區人員移交中方，每一批次動輒達上千人，進攻方的果敢同盟軍也發布公告打擊詐騙並表明要將犯人移交中方。

### 对外事务
果敢的涉外事務活動以鄰近的佤邦、勐拉（缅甸掸邦东部第四特区）、克欽邦以及中國雲南省鎮康縣為主，往來非常密切，外交事务则由缅甸政府代为负责。
現任同盟軍的外事部長為彭琨准将。

## 相關文獻資料

### 論文
- 王士錄，2005，《緬甸的果敢族：族稱、來歷、狀況及跨國互動》
- 馮建勇，2007，《近代云南西部疆域变迁述论》
- 袁方 刘镇发，2007，《缅东果敢话音系探析》
- 李子平，2016，《論緬甸果敢民族歷史、禮俗與華人性》

### 書籍
- 魯成旺，2012，《果敢志》
- Jackie Yang Li, 1997,《The House of Yang, guardians of an unknown frontier》。中文版書名《楊家，一個未知國門的守護者》
- 蔡山，1989，《果敢》
- 蕭德虎等，1992，《鎮康縣志》
- 魯成旺，1994，《永德縣志》
- 尤中，1986，《中國西南邊疆變遷史》
- 鳳凰衛視，2005，《唐人街故事》

### 專題影片
- 2004年，《唐人街-果敢之行》，鳳凰衛視製作。
- 2009年，《果敢恩仇录：缅甸边城战地报告》，鳳凰衛視製作。

## 外部連結
- 第一特區/緬甸民族民主同盟軍的官方媒體：
  - . （原始内容存档于2024-01-23）.
  - 果敢资讯网的Blogger部落格
  - 果敢资讯网的新浪微博
  - 果敢资讯网的X（前Twitter）
  - 果敢资讯网的Facebook專頁
  - YouTube上的果敢资讯网頻道 （中文）